# Ocicat
Ocicat – rasa kota.
Ocicat został wyhodowany po „połączeniu” kotów syjamskich, abisyńskich i amerykańskich krótkowłosych. Hodowcy chcieli uzyskać mocnego i eleganckiego kota o wspaniałym charakterze i umaszczeniu. Po swoich przodkach odziedziczył bardzo pozytywne cechy:
- po przodkach syjamskich odziedziczył smukłą sylwetkę,
- po abisyńskich wspaniałe umaszczenie agouti – gen odpowiedzialny za pręgi (powstanie pręg),
- krzepką budowę i szerszą paletę barw i dziedziczną srebrzystość odziedziczył po kocie amerykańskim krótkowłosym.

## Historia
Pierwsze kocię tej rasy przyszło na świat w 1964 roku w miocie kotki (pomieszania abisyńczyka i syjama z czekoladowymi znaczeniami) – był to miot eksperymentalny. Rasę uznano w Stanach Zjednoczonych w 1986 roku; przyjęła ją także WCF (Stowarzyszenie hodowców i miłośników kotów rasowych) i FIFe (Polska Federacja Felinologiczna) – „Felis Polonia”.

## Wygląd
Abisyński ticking to charakterystyczna cecha umaszczenia – każdy włos ma na przemian kilka ciemniejszych i jaśniejszych prążków i ciemną końcówkę, co tworzy cętki. Wymagania rasy to pięć ciemnych pierścieni na ogonie i na czole znak w kształcie litery M.

## Dane
- Długość życia : 13–17 lat
- Charakter: przywiązany do właściciela, wesoły, może mieszkać z innymi zwierzętami (innymi kotami, psem), ma silny charakter, chętny do zabawy, lubi dzieci; nie lubi samotności i odosobnienia
- Wygląd ogólny: kot średniej wielkości, elegancki, umięśniony, smukły; waży od czterech do ośmiu kilogramów.
- Głowa: W kształcie zmodyfikowanego klina, o szerokiej żuchwie i krótkim nosie.
- Uszy: średniej wielkości
- Oczy: duże, o kształcie migdałów i nieco skośne.
- Szata: krótka, lśniąca, delikatna, ściśle przylegająca do ciała, składająca się z włosów o kilku ciemniejszych pasmach. Ciemne pasma tickingu powinny być wyraźnie odgraniczone od jaśniejszego tła. Zbyt duża ilość podszerstka jest niepożądana.
- Tułów: średnich do dużych rozmiarów, niezbyt smukły, ale i niekrępy, umięśniony, gibki i zgrabny. Klatka piersiowa mocna – dobrze rozwinięta, mocne stopy zwarte, owalne; ogon nieznacznie mniejszy na końcu, dość długi .
- Maść: ticking abisyński w sześciu podstawowych odmianach kolorystycznych: brązowej, czekoladowej, liliowej, płowej, niebieskiej i cynamonowej. Dodatkowo wszystkie wymienione w odmianach srebrzystych. Dokładnie oddzielone, ciemne cętki w tonacji dopasowanej do jaśniejszego tła, na czole znak „M”. Na ogonie najmniej pięć ciemniejszych pierścieni; jego koniec jest ciemny, w podstawowym kolorze kota. Oczy we wszystkich kolorach, z wyjątkiem niebieskich. Wokół oczu charakterystyczny, ciemniejszy „makijaż”, który otacza jaśniejsza sierść (barwa zależna od maści kota).
- Pierwsze w Polsce: od roku 1997
- Przygotowanie do wystawy: obcięcie pazurów, wyczyszczenie uszu (zachować ostrożność) i przemycie oczu w „kącikach” – nie wymaga długich i męczących (zarówno dla kotka jak i właściciela) przygotowań.